# 前211年
| 千纪： | 前1千纪 |
| 世纪： | 前4世纪 \| 前3世纪 \| 前2世纪                                                                                         |
| 年代： | 前240年代 \| 前230年代 \| 前220年代 \| 前210年代 \| 前200年代 \| 前190年代 \| 前180年代                               |
| 年份： | 前216年 \| 前215年 \| 前214年 \| 前213年 \| 前212年 \| 前211年 \| 前210年 \| 前209年 \| 前208年 \| 前207年 \| 前206年 |
| 纪年： | 秦始皇三十六年；衛君角三十一年                                                                                        |

## 大事记

### 西方
- 罗马严惩倒向汉尼拔的同盟者，攻陷叙拉古和卡普亚。
- 羅馬共和國與埃托利亞同盟、斯巴達等希臘城邦及小亞細亞的帕加馬王國的阿塔羅斯一世結盟，試圖牽制腓力的陸軍，此外羅馬也和小亞細亞的帕加馬王國的阿塔羅斯一世結盟，對抗馬其頓王國與亞該亞同盟。

### 中國
- 秦朝有隕石墜於東郡，有人在石上刻字曰：「始皇死而地分。」秦始皇使御史逐問，莫服；把隕石附近的居民全部殺害，燔其石。[1]
- 遷河北榆中三萬家；賜爵一級。[1]
- 冬十月癸丑，始皇出游；左丞相李斯從，右丞相馮去疾守。始皇少子胡亥隨行。[1]

## 出生
- 劉盈，西漢第二位皇帝（任期：前195年—前188年），劉邦的嫡長子，母親呂雉。